# Amphirrhox
Amphirrhox, biljni rod iz porodice ljubičvki, dio reda Malpighiales. Postoje dvije vrsta raširenih od Kostarike na jug do Bolivije i južnog Brazila.

## Vrste
1. Amphirrhox grandifolia Melch.
2. Amphirrhox longifolia (A.St.-Hil.) Spreng.